# Jeff Cheeger

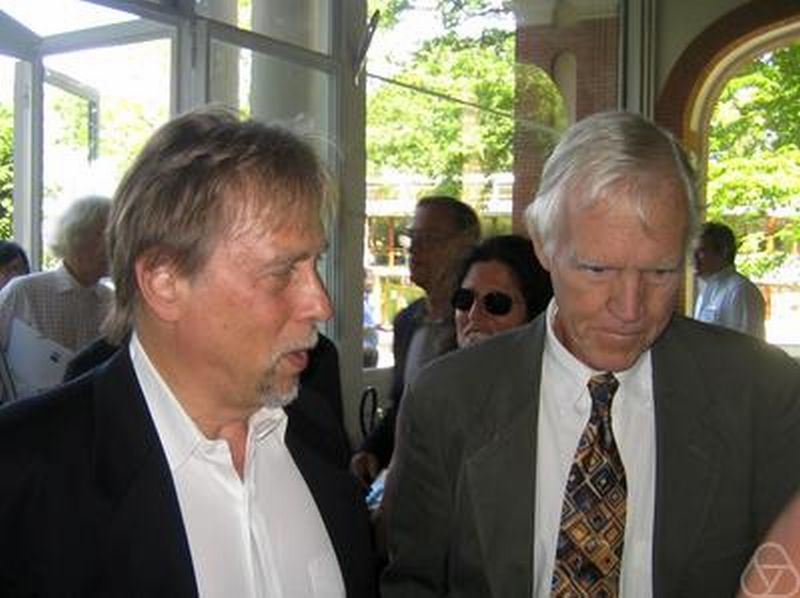
Jeff Cheeger (links) mit H. Blaine Lawson am IHES 2007

Jeff Cheeger (* 1. Dezember 1943 in Brooklyn) ist ein US-amerikanischer Mathematiker, der sich mit Differentialgeometrie beschäftigt.

## Leben
Cheeger studierte an der Harvard University (Bachelor-Abschluss 1964) und der Princeton University, wo er 1966 seinen Master-Abschluss machte und 1967 bei Salomon Bochner promoviert wurde (Comparison and Finiteness theorems for Riemannian Manifolds). 1966/67 war er Assistent in Princeton und 1968/69 Assistant Professor an der University of Michigan. 1969 bis 1971 war er Associate Professor an der State University of New York at Stony Brook bei Detlef Gromoll. Ab 1971 war er dort Professor bis 1992. Seit 1989 ist er Professor am  Courant Institute of Mathematical Sciences of New York University, ab 2003 als „Silver Professor“. Er war unter anderem Gastprofessor und Gastwissenschaftler am IHES (1984/85), am MSRI (1985), in Harvard (1972), in Rio de Janeiro (am IMPA 1971) und am Institute for Advanced Study (1972, 1977, 1978, 1995).
Cheeger ist bekannt für verschiedene Theoreme in der Riemannschen Geometrie, zum Beispiel das Soul-Theorem mit Detlef Gromoll (für nicht-kompakte Riemannsche Mannigfaltigkeiten mit positiver Schnittkrümmung) und den Zerlegungssatz mit Gromoll (der besagt, dass eine vollständige Riemannsche Mannigfaltigkeit mit nicht-negativer Ricci-Krümmung, die eine „gerade Linie“ enthält, isometrisch zum Produkt {\displaystyle \mathbb {R} \times L} ist, mit L einer Mannigfaltigkeit mit nichtnegativer Ricci-Krümmung).
Der Satz von Cheeger und Müller (unabhängig von Cheeger und Werner Müller bewiesen) besagt die Äquivalenz von analytischer (Ray-Singer)-Torsion und Reidemeister-Torsion für kompakte Riemannsche  Mannigfaltigkeiten. Sie bewiesen damit eine Vermutung von D. B. Ray und Isadore M. Singer.
1970 erhielt er ein Forschungsstipendium der Alfred P. Sloan Foundation (Sloan Research Fellowship). 1984 war er Guggenheim Fellow. Er war Invited Speaker auf dem ICM 1974 (Invariants of flat bundles) und 1986 (On the Formulas of Atiyah-Patodi-Singer and Witten). Er ist Mitglied der National Academy of Sciences (1997) und der Finnischen Akademie der Wissenschaften. 1991 erhielt er gemeinsam mit Werner Müller den Max-Planck-Forschungspreis. 2001 erhielt er den Oswald-Veblen-Preis der American Mathematical Society, deren Fellow er ist. Seit 2006 ist er darüber hinaus gewähltes Mitglied der American Academy of Arts and Sciences. Für 2019 wurde Cheeger für sein Lebenswerk der Leroy P. Steele Prize zugesprochen. 2021 wurde er mit dem Shaw Prize in Mathematik ausgezeichnet (gemeinsam mit Jean-Michel Bismut).

## Schriften
- mit David Ebin: Comparison theorems in Riemannian Geometry, 1975, AMS 2008
- A lower bound for the smallest eigenvalue of the Laplacian. Problems in analysis (Papers dedicated to Salomon Bochner, 1969), pp. 195–199. Princeton Univ. Press, Princeton, N. J., 1970.
- mit D. Gromoll: The splitting theorem for manifolds of nonnegative Ricci curvature. J. Differential Geometry 6 (1971/72), 119–128.
- mit D. Gromoll: On the structure of complete manifolds of nonnegative curvature. Ann. of Math. (2) 96 (1972), 413–443.
- Analytic torsion and the heat equation. Ann. of Math. (2) 109 (1979), no. 2, 259–322.
- mit M. Gromov, M. Taylor: Finite propagation speed, kernel estimates for functions of the Laplace operator, and the geometry of complete Riemannian manifolds. J. Differential Geom. 17 (1982), no. 1, 15–53.
- Spectral geometry of singular Riemannian spaces. J. Differential Geom. 18 (1983), no. 4, 575–657 (1984).
- mit J. Simons: Differential characters and geometric invariants. Geometry and topology (College Park, Md., 1983/84), 50–80, Lecture Notes in Math., 1167, Springer, Berlin, 1985.
- mit M. Gromov: L2-cohomology and group cohomology. Topology 25 (1986), no. 2, 189–215.
- mit J.-M. Bismut: {\displaystyle \eta }-invariants and their adiabatic limits. J. Amer. Math. Soc. 2 (1989), no. 1, 33–70.
- mit T. Colding: On Lower bounds on Ricci curvature and the almost rigidity of warped products. Ann. of Math. (2) 144 (1996), no. 1, 189–237.
- mit T. Colding: On the structure of spaces with Ricci curvature bounded below. I: J. Differential Geom. 46 (1997), no. 3, 406–480.; II: ibid. 54 (2000), no. 1, 13–35; III: ibid. 54 (2000), no. 1, 37–74.
- Differentiability of Lipschitz functions on metric measure spaces. Geom. Funct. Anal. 9 (1999), no. 3, 428–517.
- mit B. Kleiner: Differentiating maps into {\displaystyle L^{1}}, and the geometry of BV functions. Ann. of Math. (2) 171 (2010), no. 2, 1347–1385.